# Baekbyeongsan
Baekbyeongsan là núi ở thành phố Taebaek, Gangwon-do, Hàn Quốc. Nó cao 1.259,3 m (4.132 ft).